# Mały Katechizm Westminsterski

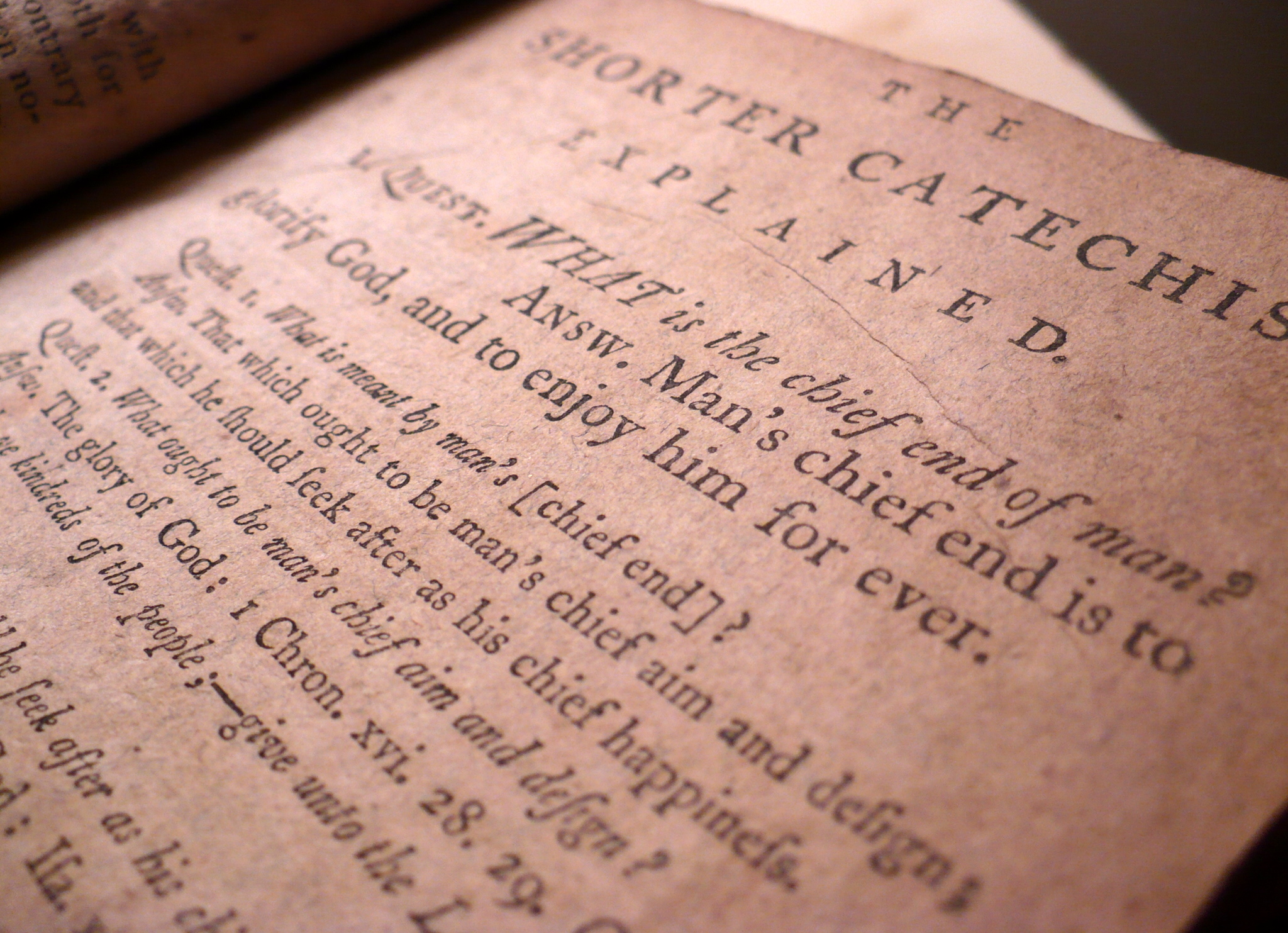
Pierwsza strona dziewiątej wersji Małego Katechizmu Westminsterskiego

Mały Katechizm Westminsterski – został napisany w Anglii w latach czterdziestych XVII wieku i zatwierdzony w 1647 roku. Jest jednym z głównych dzieł angielskiej reformacji. Jest ułożony w formie 107 krótkich pytań i odpowiedzi.